# Roda JC in het seizoen 1963/64
Dit artikel geeft een overzicht van Roda JC in het seizoen 1963/64.

## Statistieken

### Eindstand
| pos | club          | gs | w  | g  | v  | pnt | dv | dt | ds |
| --- | ------------- | -- | -- | -- | -- | --- | -- | -- | -- |
| 1.  | N.E.C.        | 30 | 17 | 10 | 3  | 44  | 82 | 34 | 48 |
| 2.  | Hermes DVS    | 30 | 18 | 6  | 6  | 42  | 48 | 24 | 24 |
| 3.  | Roda JC       | 30 | 16 | 8  | 6  | 40  | 81 | 40 | 41 |
| 4.  | Xerxes        | 30 | 18 | 4  | 8  | 40  | 58 | 33 | 25 |
| 5.  | De Graafschap | 30 | 14 | 6  | 10 | 34  | 52 | 44 | 8  |

### Legenda
| Kleur | Kwalificatie voor                                 |
| ----- | ------------------------------------------------- |
|       | Nacompetitie voor promotie naar de Eerste divisie |

### Positieverloop
| Speelronde | 1 | 2  | 3 | 4 | 5  | 6 | 7 | 8 | 9 | 10 | 11 | 12 | 13 | 14 | 15 | 16 | 17 | 18 | 19 | 20 | 21 | 22 | 23 | 24 | 25 | 26 | 27 | 28 | 29 | 30 | Eindstand |
| ---------- | - | -- | - | - | -- | - | - | - | - | -- | -- | -- | -- | -- | -- | -- | -- | -- | -- | -- | -- | -- | -- | -- | -- | -- | -- | -- | -- | -- | --------- |
| Stand      | 5 | 10 | 6 | 6 | 10 | 8 | 8 | 6 | 5 | 3  | 3  | 3  | 3  | 4  | 3  | 3  | 3  | 3  | 2  | 2  | 3  | 3  | 3  | 3  | 4  | 4  | 4  | 4  | 4  | 3  | 3         |

## Tweede divisie B
| №  | Datum             | Thuis         | Uit           | Uitslag |
| -- | ----------------- | ------------- | ------------- | ------- |
| 1  | 25 augustus 1963  | Vitesse       | Roda JC       | 3 – 3   |
| 2  | 1 september 1963  | Roda JC       | NOAD          | 1 – 1   |
| 3  | 8 september 1963  | DFC           | Roda JC       | 0 – 2   |
| 4  | 15 september 1963 | Roda JC       | Helmondia '55 | 1 – 1   |
| 5  | 22 september 1963 | Hermes DSV    | Roda JC       | 2 – 1   |
| 6  | 6 oktober 1963    | Roda JC       | N.E.C.        | 2 – 2   |
| 7  | 13 oktober 1963   | Wilhelmina    | Roda JC       | 2 – 2   |
| 8  | 27 oktober 1963   | Roda JC       | Wageningen    | 2 – 1   |
| 9  | 3 november 1963   | Xerxes        | Roda JC       | 1 – 2   |
| 10 | 10 november 1963  | Roda JC       | De Graafschap | 2 – 0   |
| 11 | 24 november 1963  | AGOVV         | Roda JC       | 1 – 2   |
| 12 | 1 december 1963   | Roda JC       | Baronie       | 3 – 3   |
| 13 | 8 december 1963   | SVV           | Roda JC       | 1 – 1   |
| 14 | 15 december 1963  | Roda JC       | Limburgia     | 1 – 2   |
| 15 | 22 december 1963  | Roda JC       | LONGA         | 8 – 1   |
| 16 | 5 januari 1964    | NOAD          | Roda JC       | 0 – 1   |
| 17 | 8 maart 1964      | Roda JC       | Vitesse       | 6 – 1   |
| 18 | 19 januari 1964   | Roda JC       | DFC           | 2 – 0   |
| 19 | 2 februari 1964   | Helmondia '55 | Roda JC       | 1 – 2   |
| 20 | 16 februari 1964  | Roda JC       | Hermes DVS    | 1 – 1   |
| 21 | 23 februari 1964  | N.E.C.        | Roda JC       | 3 – 0   |
| 22 | 15 maart 1964     | Roda JC       | Wilhelmina    | 5 – 1   |
| 23 | 30 maart 1964     | Wageningen    | Roda JC       | 1 – 3   |
| 24 | 5 april 1964      | Roda JC       | Xerxes        | 1 – 2   |
| 25 | 19 april 1964     | De Graafschap | Roda JC       | 2 – 1   |
| 26 | 26 april 1964     | Roda JC       | AGOVV         | 2 – 1   |
| 27 | 3 mei 1964        | Baronie       | Roda JC       | 1 – 5   |
| 28 | 7 mei 1964        | Roda JC       | SVV           | 5 – 2   |
| 29 | 10 mei 1964       | Limburgia     | Roda JC       | 2 – 1   |
| 30 | 18 mei 1964       | LONGA         | Roda JC       | 2 – 12  |

## Nacompetitie

### Kwalificatieronde
| № | Datum       | Thuis   | Uit    | Uitslag    |
| - | ----------- | ------- | ------ | ---------- |
| 1 | 24 mei 1964 | Roda JC | Xerxes | 1 – 1 n.v. |
| 1 | 26 mei 1964 | Roda JC | Xerxes | 2 – 2 n.v. |
| 2 | 31 mei 1964 | Roda JC | RCH    | 4 – 2      |

### Promotiecompetitie
| № | Datum        | Thuis       | Uit        | Uitslag |
| - | ------------ | ----------- | ---------- | ------- |
| 1 | 7 juni 1964  | Alkmaar '54 | Roda JC    | 3 – 2   |
| 2 | 10 juni 1964 | Roda JC     | Hermes DVS | 1 – 1   |
| 3 | 14 juni 1964 | Roda JC     | Zwartemeer | 2 – 0   |

### Eindstand
| pos | club        | gs | w | g | v | pnt | dv | dt | ds |
| --- | ----------- | -- | - | - | - | --- | -- | -- | -- |
| 1.  | Alkmaar '54 | 3  | 2 | 0 | 1 | 4   | 6  | 6  | 0  |
| 2.  | Zwartemeer  | 3  | 2 | 0 | 1 | 4   | 4  | 3  | 1  |
| 3.  | Roda JC     | 3  | 1 | 1 | 1 | 3   | 5  | 4  | 1  |
| 4.  | Hermes DVS  | 3  | 0 | 1 | 2 | 1   | 2  | 4  | -2 |

### Legenda
| Kleur | Kwalificatie voor               |
| ----- | ------------------------------- |
|       | Promotie naar de Eerste divisie |

## KNVB beker
| Ronde | Datum             | Thuis      | Uit     | Uitslag    |
| ----- | ----------------- | ---------- | ------- | ---------- |
| 1     | 29 september 1963 | Roda JC    | MVV     | 2 – 1 n.v. |
| 2     | 17 november 1963  | Wilhelmina | Roda JC | 5 – 4 n.s. |